# Église Saint-Pierre-et-Saint-Paul de Bluffy
L'église Saint-Pierre-et-Saint-Paul de Bluffy est une église catholique française du XIXe siècle, située dans le département de la Haute-Savoie, dans la commune de Bluffy.

## Historique
Une église semble déjà exister dès le milieu du XIe siècle.
En 1414, l'évêque de Genève, Jean V de Bertrand, visite la paroisse de Bluffy.
L'église de Bluffy, construite au XVe siècle, fut restaurée à plusieurs époques.
La nouvelle église date du XIXe siècle. Ainsi, la nef date en partie de 1844, le chœur, la sacristie et le clocher de 1881. Quant aux toitures, clocher, chauffage et la peinture intérieur ont été réalisés en 2007.

## Sources et références
1. ↑  Constant Bortoli (de), Histoire de Menthon-Saint-Bernard, vol. 115 de Mémoires et documents, Académie salésienne, 573 p., p. 77.
2. ↑  Louis Binz, Vie religieuse et réforme ecclésiastique dans le diocèse de Genève pendant le grand schisme et la crise conciliaire (1378-1450), vol. Mémoires et Documents, t. 1, Société d'histoire et d'archéologie de Genève, 1973, 550 p. (ISBN 978-2-60005-020-3, lire en ligne), p. 195.
3. ↑  « Entre lac et montagne », Le Dauphiné libéré,‎ 8 avril 2008, (Lire en ligne consulté le 29 août 2012).